# Marcantonio Bragadin (general)

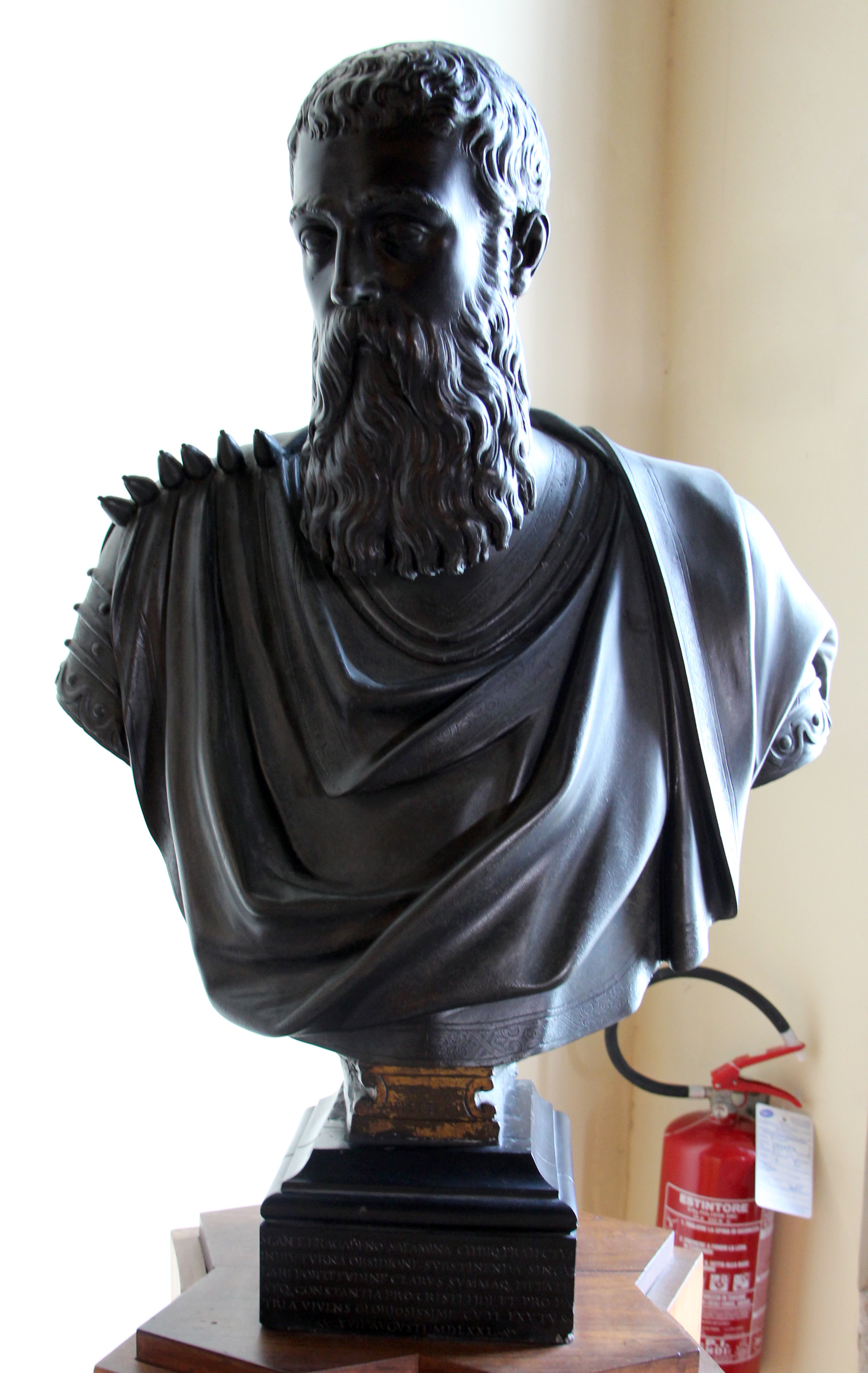
Tiziano Aspetti, Marcantonio Bragadin (1571 ca.)

Marcantonio Bragadin (Venecia, 21 de abril de 1523 – Famagusta, 17 de agosto de 1571) fue un político y militar italiano, rector de la ciudad fortaleza de Famagusta, rico puerto en la costa oriental de Chipre, durante el asedio de los otomanos.

## Biografía
Hijo de Marco y Adriana Bembo, después de una breve experiencia como abogado en 1543, Bragadin se entregó a la carrera marinera y ocupó diversos cargos militares en las galeras venecianas. Cuando regresó a Venecia ocupó varios cargos en las magistraturas ciudadanas hasta que, en 1560 y en 1566, fue designado gobernador de galera, sin que se presentara la ocasión de asumir el mando de los barcos. En 1569 fue nombrado rector de la ciudad de Famagusta, en vista del probable enfrentamiento con la flota otomana.

### El asedio de Famagusta
En las ciudades más importantes la introducción de la pólvora y los cañones hizo necesaria la construcción de muros según criterios científicos para que pudieran resistir los bombardeos. Así, también en Famagusta hizo Bragadin realizar una serie de obras fortificadas para dotar de una sólida defensa los muros del puerto, entre ellas el baluarte Martinengo, excelente ejemplo de fortificación moderna, capaz de dar protección a las murallas de ambos lados.
El 1 de julio de 1570 un primer contingente turco desembarcó cerca de Limasol, pero fue rechazado, teniendo en cambio éxito la tentativa de construir una cabeza de puente cerca de Nicosia que permitió el desembarco, el 18 de julio, de alrededor de 400 embarcaciones, del grueso de las tropas. El ejército musulmán, al mando de Lala Kara Mustafa Pasha, llegó así a contar entre las 70.000 y las 100.000 unidades y 200 piezas de artillería. Nicosia cayó en solo dos meses y la guarnición fue masacrada. La cabeza del lugarteniente del reino, Niccolò Dándolo, fue enviada a Bragadin, que se preparó para la defensa de la ciudad.
La batalla de Famagusta, un largo asedio a la ciudad, se inició en septiembre del mismo año y se prolongó durante meses, durante los cuales las murallas fueron atacadas sin tregua por las baterías enemigas. Al mando de la defensa de Famagusta se encontraban el administrador Marcantonio Bragadin, asistido por Lorenzo Tiepolo, capitán de Pafos, y el general Astorre Baglioni. A los aproximadamente 6.000 hombres de la guarnición veneciana, se oponían 200.000 hombres armados, equipados con 1.500 cañones, apoyados por aproximadamente 150 barcos, que bloqueaban la entrada de suministros y refuerzos.
La resistencia de los sitiados de Famagusta superó todos los pronósticos optimistas, dada la disparidad de las fuerzas en liza, la escasez de ayudas de la patria y la preparación del ejército sitiador, que justo durante este asedio experimentó nuevas técnicas de guerra. Todo el recinto amurallado y la llanura exterior fueron llenados de tierra hasta la cima de las fortificaciones; una innumerable serie de túneles se abrieron hacia las murallas y por debajo de estas hacia la ciudad, con el fin de colocar cargas explosivas para abrir una brecha.
En julio de 1571 el ejército otomano logró abrir una brecha en los muros de la ciudad y se incrustó en las murallas pero fue rechazado a un alto precio. Pero una vez se agotaron los víveres y las municiones, el 1 de agosto Bragadin se vio obligado a decretar la rendición de la ciudad. Los historiadores discuten sobre el motivo de la inacción de la Serenísima frente a las promesas de enviar ayuda a Bragadin, desde Suda, en la isla de Creta. Probablemente hubo, entre los venecianos, quienes adrede prefirieron ahorrar recursos militares para poder tener ventaja en el inminente enfrentamiento que ya se avecinaba.

### El martirio del gobernador

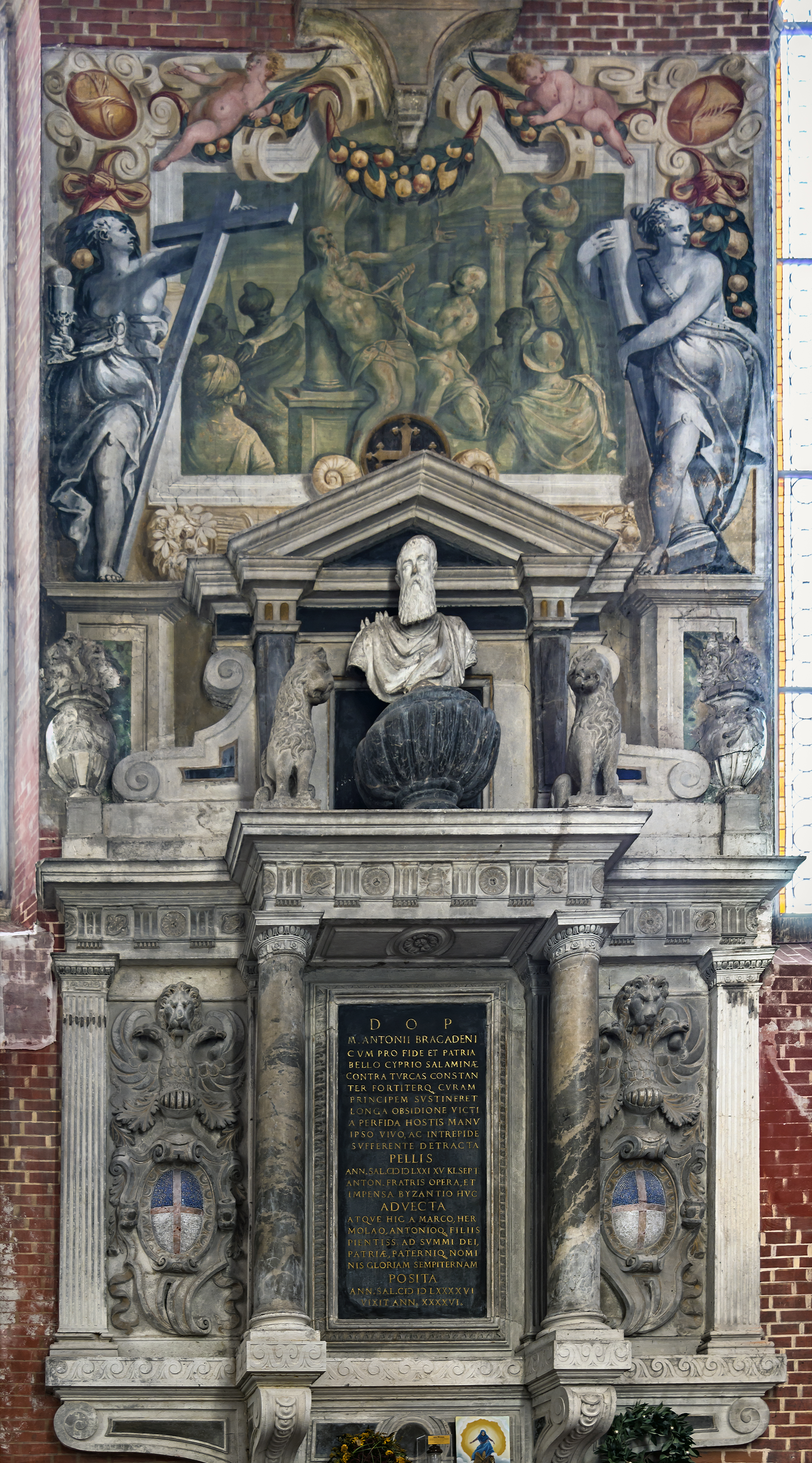
Monumento en San Zanipolo.

Los defensores llegaron a un acuerdo antes de la toma, ya que las leyes tradicionales de la guerra permitían la negociación previa al ataque definitivo, mientras que después de caer, todas las vidas y propiedades eran devastadas. Se acordó así, que a cambio de la rendición de la ciudad, todos los occidentales podrían salir y tener embarco seguro a Creta, controlada por los venecianos, mientras los griegos podrían irse de inmediato o esperar dos años para decidir permanecer en la Famagusta bajo poder otomano o partir hacia otro destino. Durante cuatro días, la evacuación se desarrolló sin incidentes. A pesar de que el tratado de rendición establecía que los militares supervivientes podrían retirarse a Candía junto con los civiles, el comandante turco Lala Kara Mustafa Pasha no observó las condiciones pactadas. El día 5 de agosto, en la ceremonia final de rendición, de repente, sin previo aviso, acusó a Bragadin de asesinar prisioneros turcos y esconder munición, y abalanzándose sobre él cuchillo en mano, le cortó la oreja derecha y ordenó a sus hombres cortarle la otra oreja y la nariz. Tras la mutilación, fue encerrado doce días en una minúscula jaula dejada al sol, sin apenas agua y comida. Los cristianos que aun quedaban en la ciudad fueron masacrados. Al cuarto día los turcos le propusieron la libertad si se convertía al Islam, pero Bragadin se negó.
A los doce días, el 17 de agosto de 1571, ya moribundo por la desnutrición y deshidratación, con los cortes infectados y graves quemaduras solares, fue colgado del mástil de su propio barco y azotado, y luego obligado a llevar a hombros por las calles de Famagusta una gran cesta llena de piedras y arena, hasta que colapsó. Una vez recuperó la consciencia fue llevado de regreso a la plaza principal de la ciudad, encadenado a una antigua columna y despellejado vivo a partir de la cabeza. Su cadáver fue descuartizado y repartido entre los distintos departamentos del ejército y la piel, rellena de paja y cosida, fue revestida con sus insignias militares y paseada a lomos de un buey en una procesión burlona por Famagusta. El macabro despojo, junto con las cabezas del general Alvise Martinengo, el general Astorre Baglioni, de Gianantonio Querini y del castellano Andrea Bragadin fueron izados en lo alto de la galera capitana y llevados a Estambul como trofeos para el sultán.
La piel de Bragadin fue robada en 1580 del arsenal de Estambul por Girolamo Polidori, joven marinero veronés; fue recibido como un héroe en Venecia y el despojo conservado en la iglesia de San Gregorio antes de ser transferido en 1596 a la de los Santos Juan y Pablo, donde se encuentra todavía hoy.
La fama de Bragadin se debe a la increíble resistencia que supo oponer al ejército que lo asedió, dada la diferencia de fuerzas en liza, así como al horrible martirio sufrido después de la rendición de la ciudad. Desde un punto de vista militar, la tenacidad y prolongada resistencia del asediado Bragadin requirió un mayor empleo de fuerzas por parte de los turcos y los mantuvieron ocupados un largo periodo, tanto que la Liga Santa tuvo tiempo de organizar la flota que derrotará a la otomana en la batalla de Lepanto.